# 보림
보림(保任)은 선불교에서 깨달아 부처가 된 이후의 수행을 말한다. 보호임지(保護任持)의 준말이며, 보임이라고 읽지 않고 보림이라고 읽는다.

## 설명
보림은 깨친 후에도 게을리하지 않는 수행을 하여 완전히 자기 것으로 만드는 것을 말한다.
한국 조계종에서 인정하는 제48대 조사인 원오극근 스님은 설사 사람이 자성을 깨달았다 하여도 그것은 완전한 단계가 아니며, 그것은 아직 어린 새가 막 세상에 나온 것과 같으니 마음이 철저히 무심(無心)에 들어가 한 점의 물건도 남아있지 않도록 보임수행하여야 한다고 주장했다.
그러나 보림을 해야 한다는 주장만 있는 것은 아니다. 제33대 조사인 육조혜능 스님은 "부지런히 털고 닦아서 티끌과 먼지가 묻지 않게 해야 한다"는 신수 스님의 주장을 반박하면서, "본래 깨끗한데 어느 곳이 티끌과 먼지에 물들겠느냐"고 주장하여, 제32대 조사인 홍인 스님으로부터 법맥을 이어받게 되었다. (이 부분을 보림과 연결시키는 것은 무리가 있어 보인다. 혜능대사는 의발을 전수 받았지만, 경쟁자 신수대사와 비교하여, 글자도 모르는 무지랭이로서 그 자격을 의심하며 의발을 뺏으려는 사람들에게 쫓겨다니며 본의 아니게 16년 동안 "보호임지"의 시간을 가졌다. 깨달았다는 사실에 취하기 보다는 그 깨달음을 곱씹고 스스로에게 질문하며 명확히 하는 작업이 선행되어야만 깨달음을 공고히 할 수 있다.) 제35대 조사인 마조도일 스님은 "한번 깨달으면 영원히 깨달아서 다시는 미혹해지지 않는다"고 주장했다. 

## 수행 대 믿음
불교는 철저한 수행을 중요시하는 소승불교와 수행 보다는 믿음을 중요시하는 대승불교로 나뉜다. 3세기 대승불교의 아버지로 불리는 제14대 조사 용수존자는 기존 불교를 소승불교라 비하하는 명칭을 붙여가며, 자신의 새로운 교단을 대승불교라고 주장했다. 기존 소승불교의 수많은 계율을 대폭 삭제하였으며, 오랜기간 수행하는 수행중심 불교를 매우 짧은 반야심경을 승속이 모두 외우게 하여 믿음중심 불교로 개혁했다. 그러나 다시 100년이 지나서 4세기에 후기대승불교를 일으킨 제21대 조사 세친 스님이 믿음중심 불교를 수행중심 불교로 또다시 혁신했다. 세친 스님은 원래 당대 소승불교 최고 경지의 스님이었다. 대승불교로 개종했다지만, 모든 소승불교 이론을 다 가져와 대승불교에 편입시켜, 믿음중심 대승불교가 수행중심 소승불교로 매우 비슷하게 바뀌었다.
수행중심 불교를 비판하며 대승불교를 창시한 용수존자라고 해서, 수행을 전혀 안하는 것은 아니다. 석가모니는 29세에 출가하여, 1년은 당대 최고의 명상 스승을 찾아다녔고, 2년차부터 5년차까지 4년 동안은 3명의 당대 최고 명상 스승으로부터 최종단계까지 명상 수행법을 배운다. 그리고 수자타로부터 우유를 받아먹고 나서 1년 동안 오로지 혼자서 독자적인 명상 수행을 하여 깨달았다. 즉, 진정한 명상 수행은 겨우 1년간만 했다. 그런데 소승불교는 석가모니의 1년 명상과는 달리, 평생의 명상 수행을 주장했다. 이의 폐해를 지적한 것이 용수존자며, 용수존자가 석가모니의 1년 수행 조차도 하지 않는 불교를 주장한 것은 아니다.
석가모니는 단 1년간 명상 수행을 하여 깨달았으며, 그 후에 수십년간 보림을 했다는 기록은 없다. 오히려, 깨닫자 마자 바로 부처지혜를 쓰며 설법을 시작했다.

## 깨달음의 정의
보림에 대한 찬반의 견해대립은, 근본으로 돌이켜 보면, 불교에서 말하는 깨달음이란 도대체 무엇인가? 라는 깨달음의 정의에 대한 견해대립까지로 이어진다.
원래 깨달음은 석가모니가 경전에서 소개하여 시범을 보인 신통력을 거의 모두 다 할 줄 알아야만 진정한 깨달음이다. 그러나, 불교에 대한 연구가 계속되고, 후대로 이어지면서, 깨달음에 대한 정의가 자주 바뀌었고, 불경에 나오는 석가모니의 신통력을 제대로 따라하지 못하는데도 깨달음을 인정하는 풍조도 있었다.
석가모니의 신통력에는 무한겁의 세월을 1초로 줄이는 수능엄삼매가 있어서, 수천억년 동안 죽고 태어나고를 수없이 하여 명상 수행하는 것을 단 1초의 시간으로 줄여 수행할 수 있다. 따라서, 그까짓 수십년의 보림은 아무런 문제가 안된다. 단 1초에 보림을 마칠 수 있다.
그러나, 깨달음이란 무엇인가에 대한 정의가, 불경에 나오는 석가모니의 신통력들을 제대로 따라하지 못하는데도 무상정등정각이라고 주장하는 시대에 이르면, 수십년의 보림은 절대적으로 필요하다. 깨닫고 나서도 수행을 하지 않고 파계를 일삼으면, 명품 도자기 그릇이 깨어져 버려, 깨달음이 깨져서, 새로 처음부터 수행을 하여 깨달음을 얻어야만 한다고 주장한다.